# Port lotniczy Portland (Australia)
Port lotniczy Portland (Australia) (IATA: PTJ, ICAO: YPOD) – port lotniczy położony w Portland, w stanie Wiktoria, w Australii.